# عاصفة ماركو الاستوائية (1990)
كانت عاصفة ماركو الاستوائية هي العاصفة الاستوائية الوحيدة التي وصلت إلى الولايات المتحدة خلال موسم الأعاصير الأطلسي عام 1990. تشكلت العاصفة الثالثة عشرة التي تحمل اسم هذا الموسم، من مُنخفض جوي على طول الساحل الشمالي لكوبا في 9 من أكتوبر، باتجاه الشمال الغربي عبر الخليج الشرقي للمكسيك. و كان مُعظم تمركزه على الجزء الغربي من ولاية فلوريدا، نتجت عن العاصفة الاستوائية رياحٌ تبلغ سرعتها 65 ميلًا في الساعة (100   كم / ساعة) من الرياح على الأرض. ومع ذلك، فقد تراجعت إلى مُنخفض استوائي قبل الانتقال إلى شاطئ بالقُرب من سيدر كي. جنباً إلى جنب مع إعصار الجبهة الباردة وبقايا إعصار كلاوس مما أدى إلى هطول الأمطار الغزيرة في جورجيا وكارولينا. و بعد التفاعل مع إعصار ليلي القريب، واصل ماركو شمالًا حتى امتصته الجبهة الباردة في 13 من شهر أكتوبر.
في فلوريدا، تسبب اعصار ماركو في فيضان وانهيار بعض المنازل والطرق. كما وصلت ذروة هطول الأمطار إلى 19.89 بوصة (505 مم) في لويزفيل، جورجيا، و على الرغم من تلقي عدة مواقع أكثر من 10 بوصة (250 مم) من هطول الأمطار. تسبب الفيضان في مقتل 12 شخصًا، مُعظمهم كان بسبب الغرق، وكذلك بمجموع 57 مليون دولار من الأضرار الجسيمة التي لحقت بالاعصار (1990) دولار، 113 مليون دولار 2019 (دولار أمريكي).

## تاريخ الأرصاد الجوية
في وقت مُبكر من يوم السادس أكتوبر، استمر المُنخفض الجوي الدوران فوق الشرق الكوبي في مستويات مُتوسطة مِن الغلاف الجوي. انجرف المُنخفض غربًا، وتفاعل مع إعصار كلاوس شرقًا. في البداية ومن الطبيعي أن تكون جبهة باردة، كما تم بناء نظاماً تدريجياً نحو الأسفل، وفي 9 أكتوبر، طوّر المُنخفض دورة مُنخفضة المستوى ؛ في 1200   بالتوقيت العالمي صنّفها المركز الوطني للأعاصير على أنه تراجع استوائي خمسة عشر بينما يقع بالقُرب من مدينة كايباريان الكوبية، بالرُغم من أن الإعصار كان في البداية شبه استوائي. إلى الشرق، استمرت العاصفة الاستوائية كلاوس في الضعف. وامتص المُنخفض مُعظم كلاوس وأصبح النظام المُهيمن. تتبعت العاصفة الموازية لساحل كوبا قبل انحرافها شمالاً وعبور فلوريدا كيز، حيث اشتدت في عاصفة ماركو الاستوائية حوالي 35   ميل (55   كم) جنوب شرق كي ويست بولاية فلوريدا.

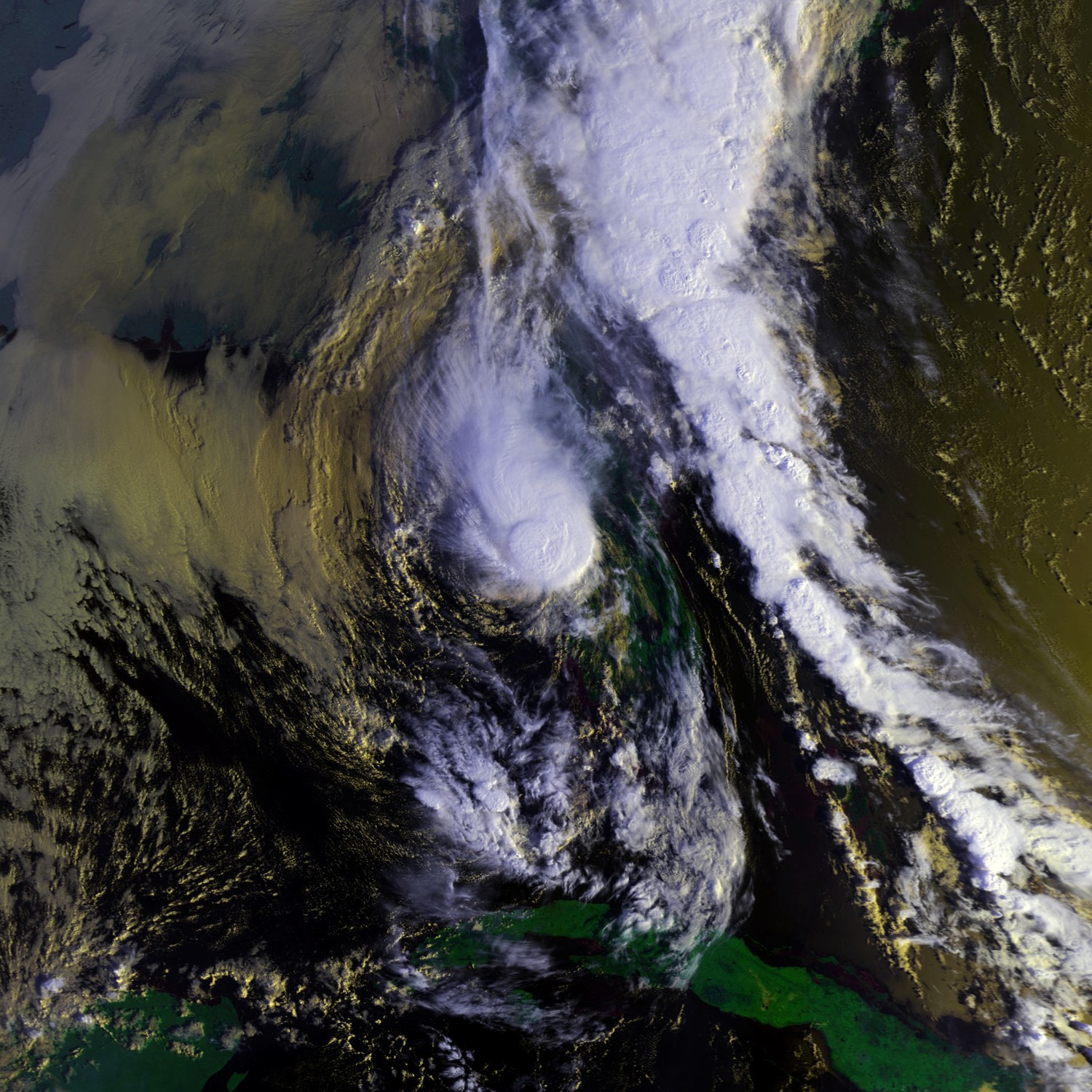
العاصفة الاستوائية ماركو في ذروة الشدة تمتد على الساحل الغربي لفلوريدا في 11 أكتوبر

بعد المرور في مُنتصف الطريق بين كي وست ووريت تورتوغاس، تبنت عاصفة ماركو الاستوائية مسارًا ثابتًا شمالًا وسرعان ما تكثّفت، ووصلت إلى ذروة رياح بلغت 65   ميل في الساعة (100   كم / ساعة) في 11 أكتوبر، بينما لا تزال جنوب غرب إنجلوود، فلوريدا. واصل مركز العاصفة موازاة الشاطئ لمدة ست ساعات أخرى بعد أن وصل إلى ذروته، حتى وصل إلى موقع حوالي ست ساعات   ميل (10   كم) غرب شاطئ برادنتون ؛ على الرغم من أن مركز العاصفة ظل بعيدًا عن الشاطئ، إلا أن مُعظم دورانه كان على الأرض. في البداية كانت العاصفة لا تزال تنتقل إلى الشاطئ بين فورت مايرز وساراسوتا. ومع ذلك، واصل الإعصار مساره نحو الشمال، حيث بقي المركز بعيدًا عن الشاطئ، وتراجع إلى مُنخفض استوائي قبل سقوط اليابسة بالقرب من سيدر كي في أوائل يوم 12 أكتوبر. 
بعد الهبوط، تسارع الإعصار بسُرعة إلى الأمام شمالًا، مما أدى إلى إضعاف شدته، وبحلول الساعة 12:00  بالتوقيت العالمي في 12 أكتوبر، أصبح الإعصار خارج المدارية. وتحول إلى الشمال الشرقي والشرق من خلال ولاية كارولينا الجنوبية، متبوعةً بإعصار ليلي إلى الشمال الشرقي. لبعض الوقت، أدى قرب النظام من ليلي إلى تلميحات لتأثير فوجيوارا، حيث يبدو أن إعصارين استوائيين يدوران حول بعضهما البعض. كانت الجبهة الباردة التي امتصت الانخفاض الضعيف في شمال العاصفة في 13 أكتوبر، بالرغم من أن الرطوبة من بقايا ماركو أسقطت الأمطار الغزيرة في جميع أنحاء جنوب شرق الولايات المتحدة ليوم آخر.

## الاستعدادات
أُصدر تحذير من العواصف المدارية في وقت ما أثناء وجود الإعصار على الساحل الغربي لفلوريدا من كي ويست إلى أبالاتشيكولا. بالإضافة إلى ذلك، وُضع تحذير من العواصف الاستوائية في الساحل الشرقي من شاطئ فيرو شمالًا إلى شاطئ فرناندينا. قبل وصول ماركو، تم إغلاق المدارس الابتدائية في الجزر الثلاث في مقاطعة لي. أمر حاكم فلوريدا بوب مارتينيز بإغلاق مكاتب الولاية في منطقة خليج تامبا، كما قرر عدم فتح جامعة جنوب فلوريدا وكليات المُجتمع القريبة. لم يتم فتح المدارس العامة في يوم مرور العاصفة في مقاطعتي ماناتي وساراسوتا، رغم أن مُعظم المدارس الأخرى ظلت مفتوحة. أثناء تعقّب العاصفة شمالًا، أصدرت هيئة الأرصاد الجوية الوطنية ساعة مُراقبة للفيضانات في مُعظم أنحاء جورجيا. في وقتاً لاحق تم إصدار ساعة مُراقبة للأجزاء الغربية من نهر كارولينا وللأماكن المُرتفعة في فرجينيا ووست فرجينيا.

## التأثير

### فلوريدا

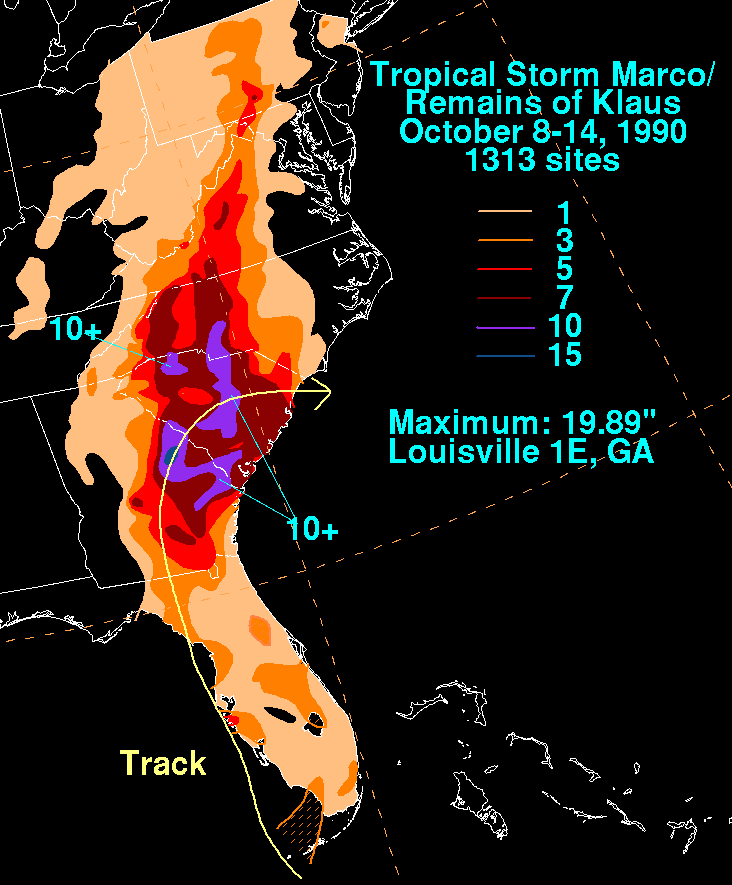
ملخص هطول الأمطار للعاصفة الاستوائية ماركو

أنتجت العاصفة الاستوائية رياحاً على بعد 39–74 ميلا في الساعة مع مرور مُعظم الوقت في الجزء الغربي من فلوريدا أثناء وجودها غرب ولاية فلوريدا. عندما طغت العاصفة على الساحل، طورت نطاقات قوية للمطر بالحمل الحراري،  مما أدى إلى رياح قوية بلغت 69 ميل في الساعة (111 كم/س) مع هبوب إلى 85 ميل في الساعة (137 كم/س) على جسر صن شاين سكايواي  تم إغلاق الجسر بعد أن وصلت الرياح إلى 70 ميل في الساعة (113 كم/س)  كما أسقطت العاصفة أربعة أعاصير في الولاية،  ضرب أحدها مدينة كريستال ريفر، ودمر منزلاً مُتنقلاً وترك 2,000   من الناس بدون كهرباء لمدة ساعة تقريبا.  خلفت العاصفة حوالي 25,000   من العُملاء في جميع أنحاء الدولة بدون كهرباء، وحوالي 40 عائلة بلا مأوى مؤقتاً.
وبالتوازي مع الخط الساحلي، أنتجت العاصفة موجة عاصفة خفيفة بلغت ذروتها عند 2.6   قدم (0.8   م) فوق المعدل الطبيعي في جزيرة سانيبل. في بعض المواقع، ارتفعت الزيادة بسرعة، وعلى الرغم من الجغرافيا غير العادية للمنطقة، إلا أن المستويات تختلف فقط بمقدار 9.8   بوصة (250   مم) من المستويات المُتوقعة من نموذج SLOSH. تسبب إندفاع التيار والأمواج في تآكل بسيط للشاطئ. كما هطلت أمطار مُعتدلة إلى غزيرة بالجزء الغربي لفلوريدا، وبلغت ذروته 6.14   بوصة (156   مم) بالقرب من برادنتون ؛ كان هطول الأمطار مُفيدًا بعد صيف جاف للغاية، لأنه انخفض بسُرعة، حتى أن هذه الكمية من الأمطار فشلت في تخفيف القيود المفروضة على المياه في جميع أنحاء المنطقة. أسفرت العاصفة عن بعض الفيضانات في مسارها، بما في ذلك بعض المنازل العديدة في مقاطعة ماناتي، والممرات واثنين من الطرق السريعة الأمريكية . بلغ إجمالي الضرر على مستوى الولاية 3 ملايين دولار (1990   دولار، 5.94 مليون دولار 2019   USD)، منها مليون دولار (1990   دولار، 1.98 مليون دولار 2019   USD) حدث في مقاطعة ماناتي.

### أماكن آخرى
عندما دخلت بقايا ماركو إلى جورجيا، اجتمعت مع بقايا الرطوبة من إعصار كلاوس وواجهة باردة بطيئة الحركة، مما تسبب في سقوط كميات كبيرة من الأمطار عبر الجزء الشرقي من الولاية. بلغ هطول الأمطار ذروته ذروة عند 19.89   بوصة (505 ملم) في محطة الطقس بالقرب من لويسفيل، حيث أكثر من 16   بوصة (400 مم) سقط في فترة 24 ساعة. في أوغوستا، 2.79   بوصة (71مم) سقطت الأمطار في ساعة واحدة، مما أجبر على إخلاء حوالي 300   من السُكان. كما غمرت المياه بعض الطرق في شرق جورجيا حتى عمق 6 أقدام (1.8م) ، وأنقذ ضباط الشرطة في أوغوستا الناس وهم في سياراتهم حيث غمرتها المياه. وأدى الفيضان إلى انقطاع التيار الكهربائي. في الفيضان، غُرِق خمسة أشخاص، و 450   ترٍكوا بلا مأوى. وأنتجت بقايا العاصفة إعصارًا في مقاطعة برانتلي، مما أدى إلى تدمير 25 منازل غير مأهولة. وبلغ مجموع الأضرار في جورجيا 42 مليون دولارًا   (1990   دولار، 83.2 مليون دولار 2019   دولار أمريكي). في 19 أكتوبر 1990 ، أعلن الرئيس جورج بوش الأب أن العديد من المُقاطعات في جورجيا هي مناطق فدرالية للكوارث، مما سُمح باستخدام أموال طارئه للضحايا. 
استمر هطول الأمطار الغزيرة شمالًا في كارولينا. شُهِدت الكثير من الأمطار وصلت أكثر من 7   بوصة (175   مم) في ولاية كارولينا الجنوبية ؛ على مستوى الولاية، وصل معدل هطول الأمطار إلى 13.96   بوصة (355   مم) في باغلاند. وأعلى المجاميع في 100   سنة في بعض المواقع  كما أنهى الجفاف الشديد. في الفيضان، عُطل 80   جسر في الولاية؛ وأكثر من 120   كانت إما مُغلقة أو تالفة أو مُدمرة.  في كارولينا الجنوبية، تسبب النظام بثلاث وفيات غرقاً؛ وبلغ إجمالي الأضرار 12 مليون دولارًا   (1990 ، 23.8 مليون دولار 2019   دولار أمريكي). في ولاية كارولينا الشمالية، بلغ هطول الأمطار 10.74   بوصة (273   مم) في ألبيمارل. وتسببت العاصفة مُباشرة في وفاة شخصين في ولاية كارولينا الشمالية، وتسببت بشكل غير مُباشر في وفاة شخصين.
امتدت الأمطار من بقايا ماركو وكلاوس مُجتمعة إلى وادي أوهايو، مع 3.67   بوصة (93   مم) مُسجلة بالقُرب من ماونتن سيتي بولاية تينيسي. مجاميع 2-5   بوصة (50-125   مم) مُنتشرة عبر شمال غرب فرجينيا وغربي ميريلاند وشرق فرجينيا الغربية ووادي سسكويهانا في بنسلفانيا. في نيويورك، اقترن هطول الأمطار بالرطوبة الناجمة عن إعصار ليلي، مما أدى إلى حدوث فيضانات أغلقت جزءًا من خط السكك الحديدية والطريق السريع.

## أُنظر أيضاً
- قائمة أعاصير فلوريدا
- قائمة أعاصير كارولينا الشمالية (1980-1999)

## روابط خارجية
- NHC Marco Preliminary Report (gif format)
- 1990 Monthly Weather Review